# 罗兰多·阿拉亚·蒙赫

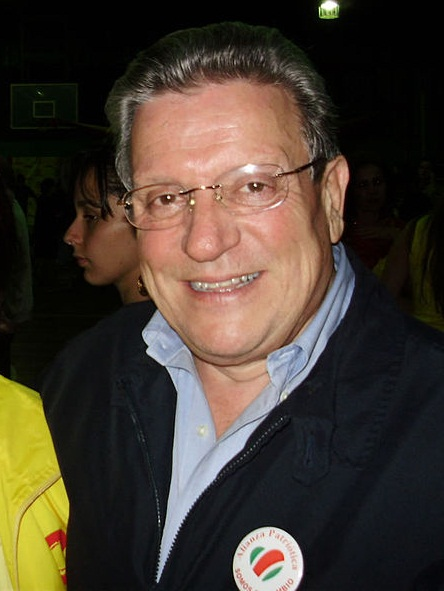
罗兰多·阿拉亚·蒙赫

罗兰多·阿拉亚·蒙赫（西班牙語：Rolando Araya Monge；1947年8月20日—）是哥斯达黎加的一个政治人物。他是前哥斯达黎加总统路易斯·阿尔韦托·蒙赫的外甥和前圣何塞市长约翰尼·阿拉亚·蒙赫的哥哥。